# Peperomia amplexifolia
Peperomia amplexifolia är en pepparväxtart som beskrevs av Albert Gottfried Dietrich. Peperomia amplexifolia ingår i släktet peperomior, och familjen pepparväxter. Inga underarter finns listade i Catalogue of Life.